# Médée de Thessalonique
Pour les articles homonymes, voir Médée (homonymie).
Médée de Thessalonique, op. 57, est un opéra du compositeur français Christophe Looten sur un livret de l'écrivain français Frédéric Lenormand, créé en 2001 à Arras.

## Historique
Commande du Ministère de la Culture, Médée de Thessalonique est créé le 3 avril 2001 au Théâtre d'Arras sous la direction de Philippe Naon et mis en scène par Vincent Gothals, avec des décors assurés par Jean Haas et des costumes de Catherine Lefebvre. Cette création a lieu dans le cadre d'une production de La Clef des Chants, en coproduction avec Ars nova et en partenariat avec le Théâtre d’Arras. 

## Description
Médée de Thessalonique est un opéra en trois actes et en français d'une durée d'environ une heure et cinquante minutes, prévu pour quatre voix et ensemble instrumental. L'ouvrage est dédié à l'acteur français Philippe Nahon.

### Rôles
| Rôle      | Voix           | Créateur         |
| --------- | -------------- | ---------------- |
| Eleni     | soprano        | Nicole Kuster    |
| Stratos   | baryton-basse  | Jean-Louis Mélet |
| Litsa     | mezzo-soprano  | Ralitza Lubomir  |
| Gatissios | baryton martin | Vincent Bouchot  |